# Мухамеджанов, Камалтин Ескендирович
Камалти́н Ескенди́рович Мухамеджа́нов (каз. Камалтин Ескендірұлы Мұхамеджанов; род. 20 сентября 1948 года, с. Нагуманово, Большенарымского района, Восточно-Казахстанской области) — казахстанский государственный и политический деятель, кандидат экономических наук.

## Деятельность
С 1970 г. работал автослесарем и горным проходчиком на Зыряновском ГОКе. В 1976 году закончил Усть-Каменогорский строительно-дорожный институт (УКСДИ), после чего работал начальником ОТК, начальником автоколонны автобусного парка, начальником отдела, заместителем начальника пассажирского АТП, главным инженером автобусного парка города Темиртау.
С 1985 года работал в Карагандинском металлургическом комбинате главным инженером и начальником автотранспортного цеха.
С 1990 года был председателем Темиртауского горисполкома, председателем горсовета, главой городской администрации.
В 1993—1995 годах — председатель Карагандинского теркома по государственному имуществу и заместитель главы областной администрации.
В 1995 году закончил Российскую академию государственной службы при Президенте Российской Федерации.
В 1995—1997 годах ушел в частный бизнес, работал в качестве заместителя генерального директора АО «Карвол».
С марта 1997 года по март 1998 года возглавил акимат города Кокшетау.
В октябре 1999 года назначен на пост акима Карагандинской области.
19 января 2006 года оставил должность акима области в связи с указом президента о назначении его на пост министра охраны окружающей среды Республики Казахстан. Но долго, в качестве министра, не задержался. И 28 марта 2006 года написал заявление об отставке.
В апреле 2006 года устроился генеральным директором производственного объединения «Карагандацветмет», филиала ТОО «Корпорация Казахмыс».

## Семья
Старший сын Руслан. В ноябре 2009 года у него родился сын Тимур, а в 2017 году дочь.
Средний сын Радий Мухамеджанов женат на актрисе Асель Сагатовой. В мае 2014 года у них родился сын Алдияр, а 2017 году дочь.
Младший сын Дамир.

## Награды
В декабре 2001 года был награждён Орденом «Парасат».
Почётный гражданин Караганды (05.12.2001)